# Carlos Mijares Bracho
Carlos G. Mijares Bracho (født 26. april 1930, Mexico City, Mexico, død 19. marts 2015) var en mexicansk arkitekt og grundlægger af "grupo Menhir".
Mijares studeret på Escuela Nacional de Arquitectura ved Universidad Nacional Autónoma de México (UNAM) fra 1948 til 1952. Efter 1954 var han underviser i arkitektur ved Universidad Iberoamericana (UIA). Han betragtes som mester i murarbejde. Hans værker omfatter religiøs, industri og bolig arkitektur. Hans påvirkning af den finske arkitekt Alvar Aalto er ganske karakteristisk i flere af hans værker. Hans underviste senere på UNAM. Han var medlem af Sistema Nacional de Creadores de Arte (SNCA). Døde i marts 2015 i alderen 84.